# Simon Loschen
Simon Loschen (* 30. Oktober 1818 in Bremen; † 8. Dezember 1902 in Bremen) war ein deutscher Architekt.

## Biografie
Loschen war unter Baudirektor Alexander Schröder in Bremen mehrere Jahre Baukondukteur. Er war in Bremen und Bremerhaven ein wichtiger Vertreter des neugotischen Baustils und verwandte Motive der mittelalterlichen Backsteingotik.
Sein Hauptwerk war in Bremerhaven die Bürgermeister-Smidt-Gedächtniskirche (1853–1855, Turm bis 1870), eines der Wahrzeichen der Stadt. Auch der dortige Große Leuchtturm (1853/54) am Neuen Hafen, auch Simon-Loschen-Turm oder Loschenturm genannt, der Schwoon’sche Wasserturm in der Hafenstraße (1853) und die Friedenskirche  (1869/1870) an der Humboldtstraße in der Bremer Östlichen Vorstadt stammen von ihm.
Er setzte durch, dass die drei Ostfenster des Bremer Rathauses wieder Spitzbögen erhielten. 1861 baute er den Chor der ehemaligen Jacobikirche zur Gaststätte Jacobihalle um, 1862 entwarf er für das Gewerbehaus Bremen eine neugotische Innenausstattung. Beide Objekte sind im Zweiten Weltkrieg zerstört worden.

## Werke
- 1853: Wasserturm Bremerhaven-Lehe, Hafenstraße 136, Bremerhaven[1]
- 1853–1855: Leuchtturm Bremerhaven, Lohmannstraße 4, Bremerhaven[2]
- 1853–1855: Bürgermeister-Smidt-Gedächtniskirche Bremerhaven[3]
- 1862: Umbau des alten Chors der Jacobikirche in eine mehrgeschossige Bierhalle (Jacobihalle)
- 1861: Schießhaus Bremen[4]
- 1862: Umbau Gewerbehaus, Ansgaritorstraße 24, Bremen[5]
- 1862: Rekonstruktive Wiederherstellung der Spitzbogenfenster auf der Ostseite des alten Rathauses[6]
- 1867: Friedenskirche in der Humboldtstraße, Bremen

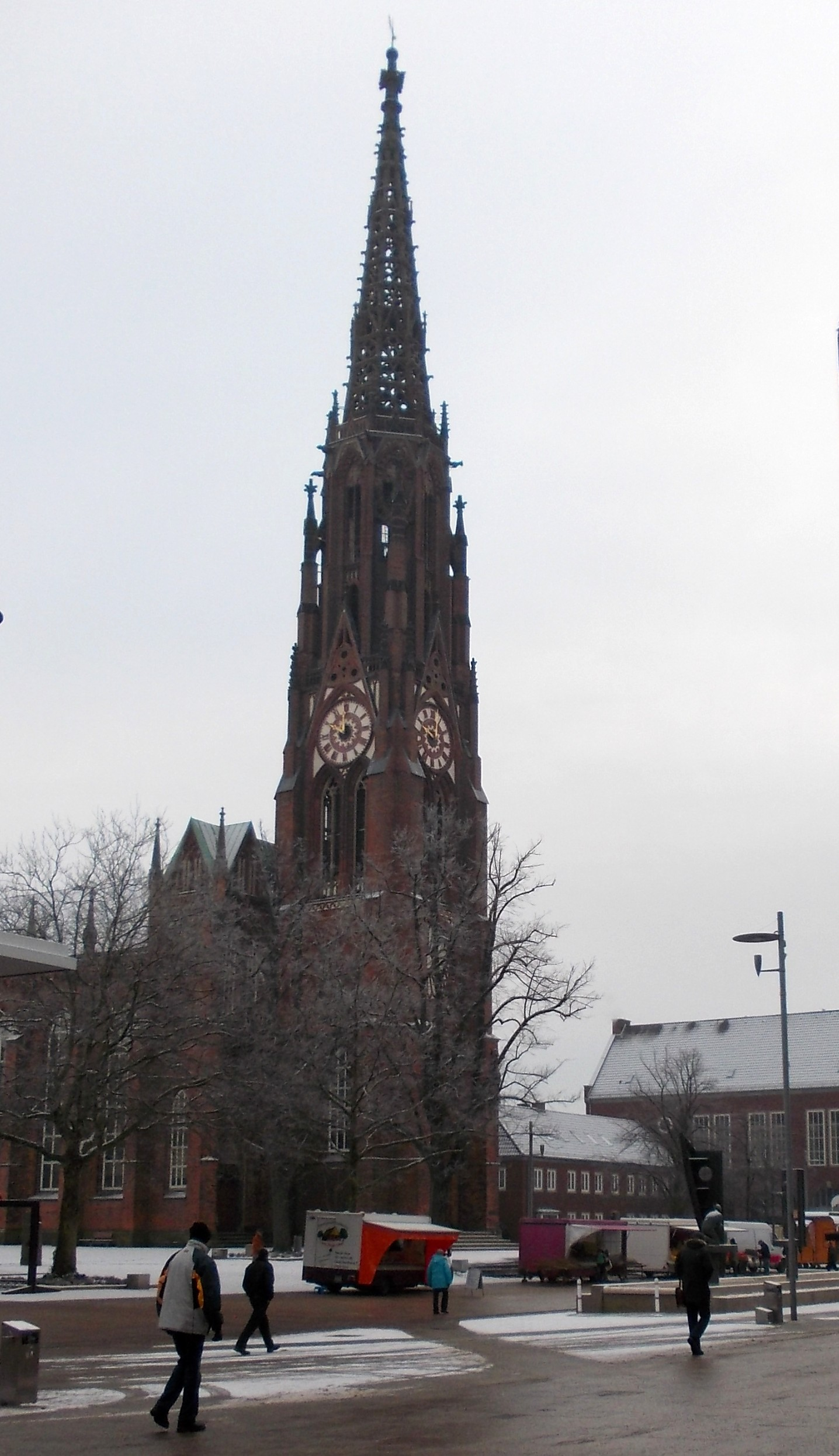
Bürgermeister-Smidt-Gedächtnis-Kirche mit rechts angrenzendem Gemeindehaus
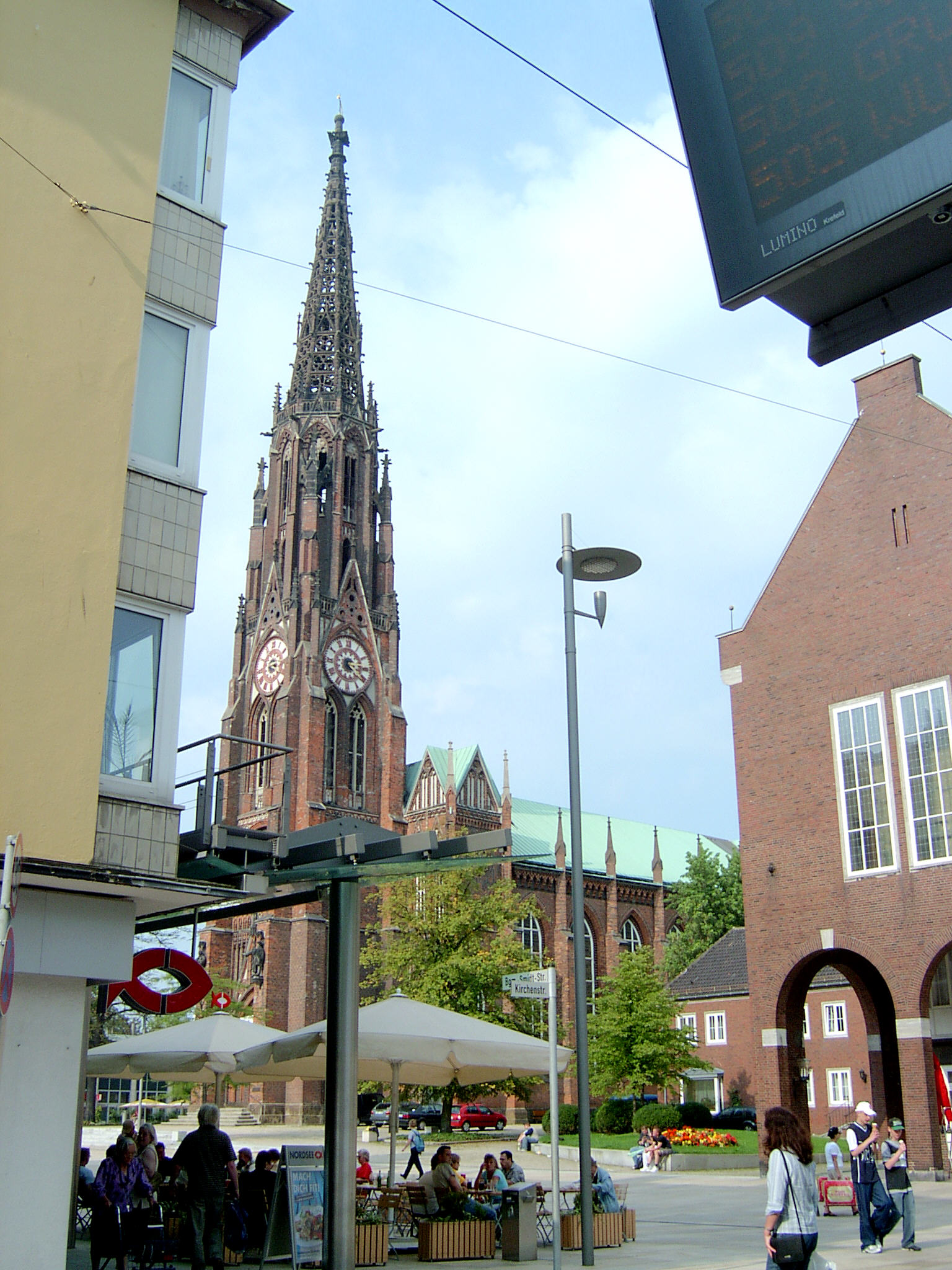
Bürgermeister-Smidt-Gedächtniskirche
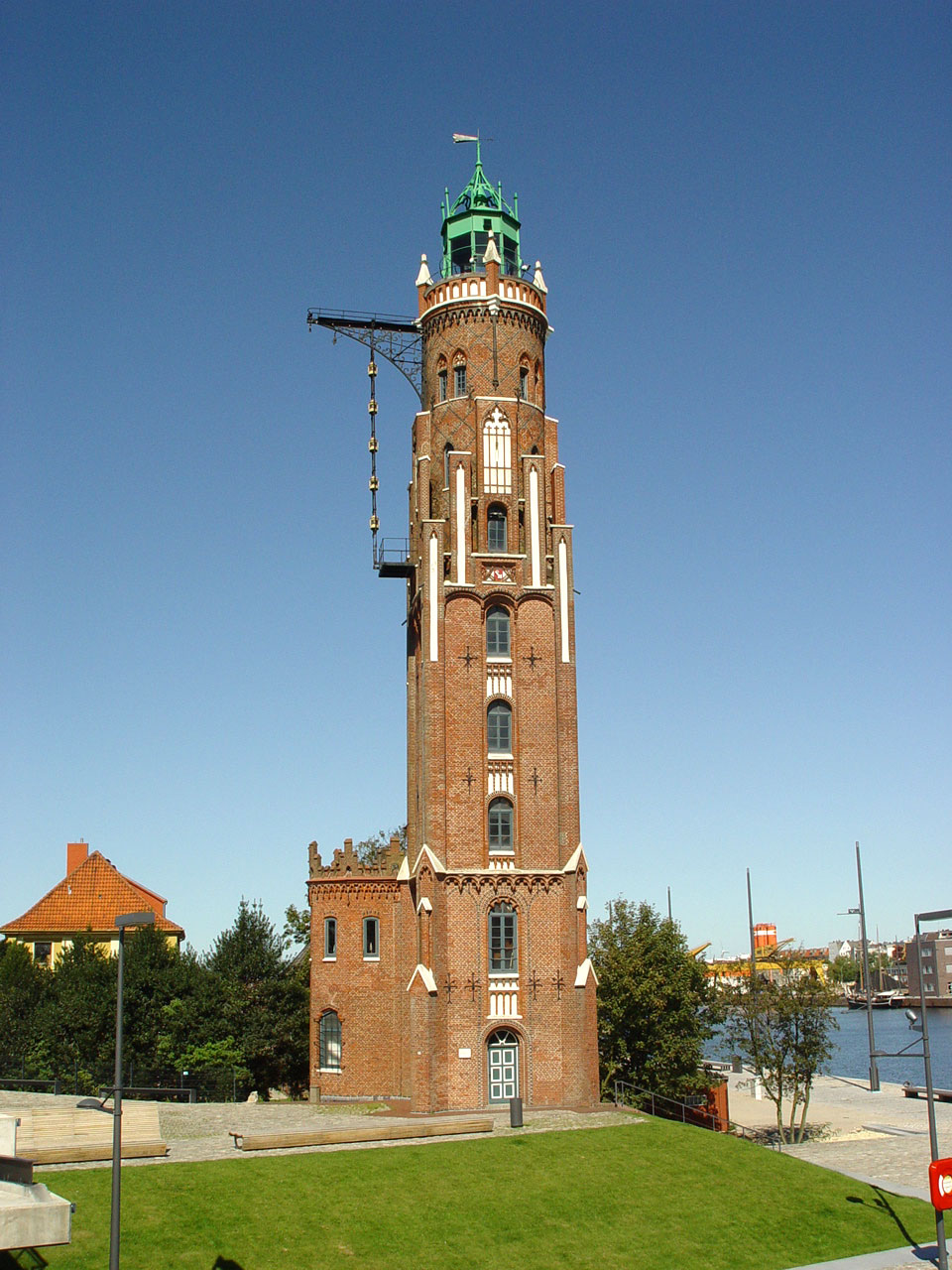
Großer Leuchtturm von 1854
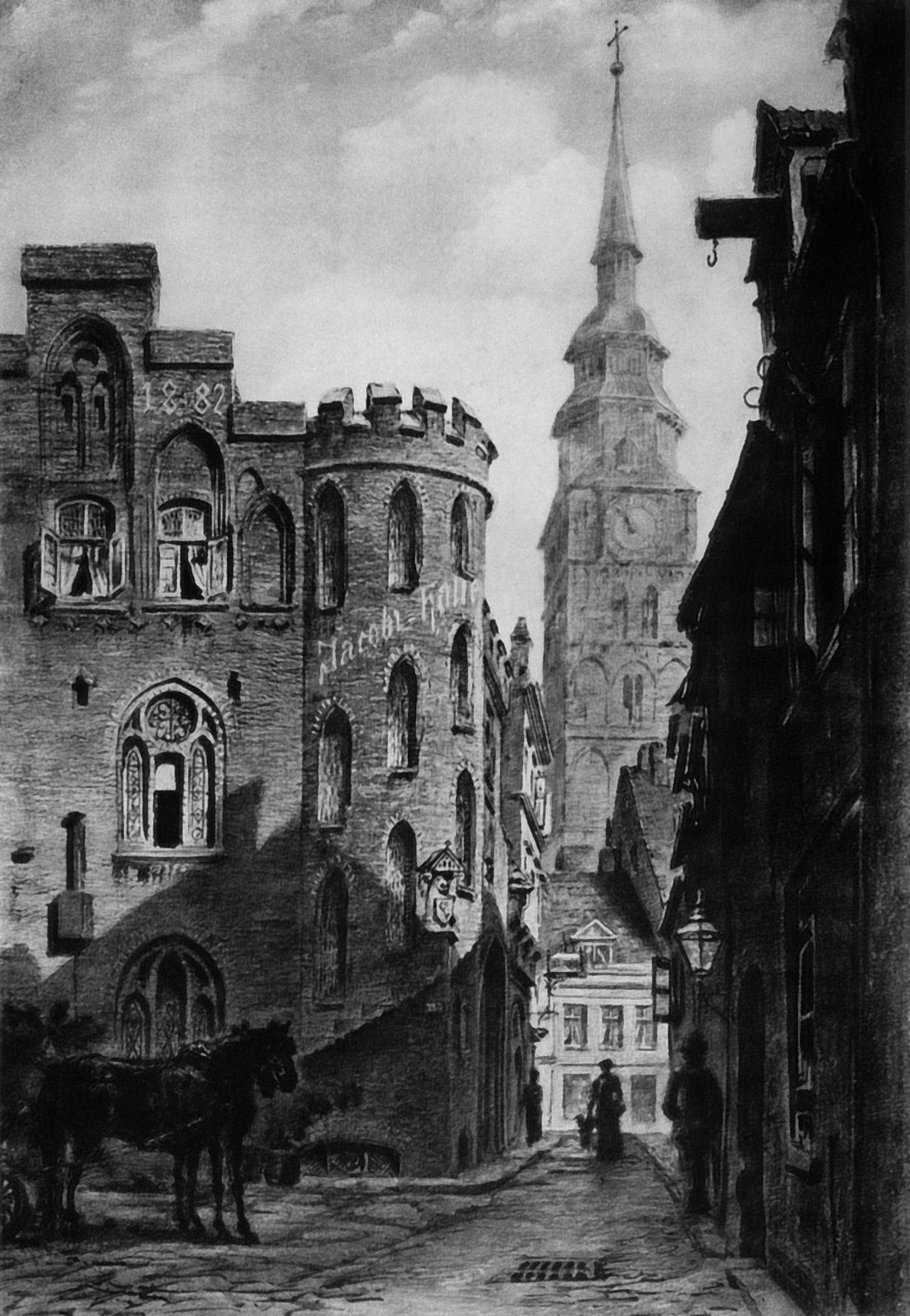
Umbau des Chores der Jacobikirche zu einem Lokal
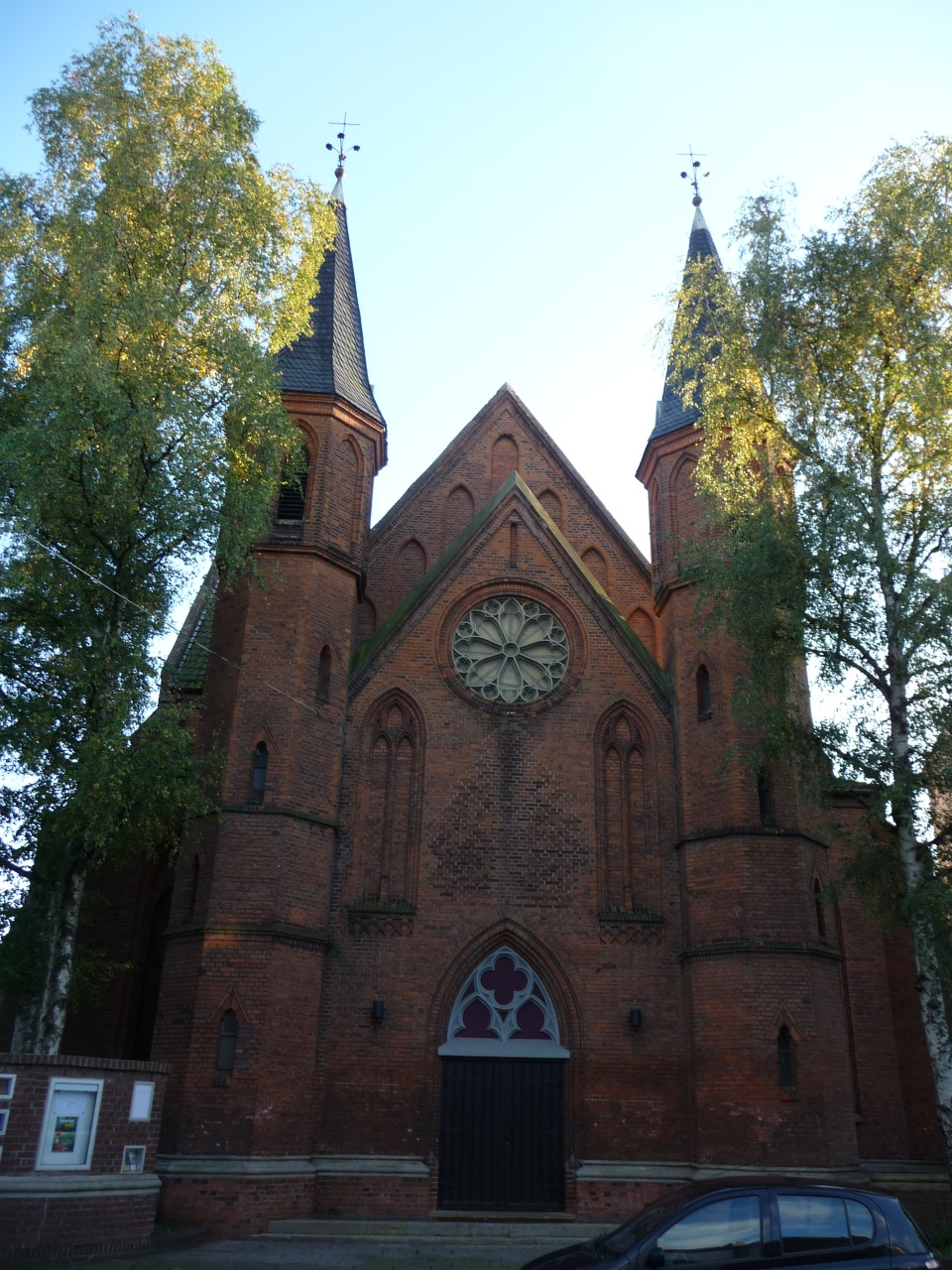
Friedenskirche in Bremen
Gewerbehaus in Bremen, Eingangshalle
Gewerbehaus in Bremen, Treppe
Gewerbehaus in Bremen, Conventsaal